# Откраднатият влак
„Откраднатият влак“ е българско-съветски игрален филм (драма) от 1971 година на режисьора Владимир Янчев, по сценарий на Антон Антонов-Тонич и Семен Нагорни. Оператор е Иван Цонев. Музиката във филма е композирана от Петър Ступел. В основата на филма са използвани документални материали за опита за бягство с влак на немски офицери към Турция, дни след 9 септември 1944 г.

## Актьорски състав
- Анатолий Кузнецов – генерал Пьотър Петрович
- Всеволод Санаев – генерал Иван Василевич
- Стефан Илиев – Капитан Черкезов
- Георги Калоянчев – Полковник Тушев
- Борис Арабов – Царски министър
- Добринка Станкова – Саша
- Димитър Буйнозов – Дамян
- Доротея Тончева – Дарина
- Кирил Янев – Виктор
- Ганчо Ганчев – Българският генерал
- Васил Вачев – Бай Манол
- Елена Стефанова – Селянката
- Николай Узунов – Цвятко, помощник-машинистът
- Дамян Антонов – Бай Стайко, машинистът на влака
- Венелин Пехливанов – Подпоручикът
- Петър Божилов – Циганинът
- Найчо Петров
- Димитър Миланов - дядо Манол, партизанин
- Руси Чанев – турчина

## Допълнителен екип
- Художници: Семен Веледницки, Искра Личева
- Звукорежисьор: Дмитрий Флянголц